# مالتان
مالتان (روسی: Малтан) یک رود در استان ماگادان کشور روسیه است.